# Michael Ball (aktor)
Michael Ashley Ball (ur. 27 czerwca 1962 w Bromsgrove, Worcestershire) – brytyjski aktor musicalowy, piosenkarz oraz prezenter radiowy i telewizyjny. Pierwszy w historii wykonawca roli Mariusza w Les Misérables, znany również jako Alex w Aspektach miłości i Edna Turnblad w Hairspray (za tę rolę zdobył w 2008 Laurence Olivier Award dla najlepszego aktora w musicalu).

## Wczesne lata
Urodził się w Bromsgrove w Anglii z walijskiej matki i ojca Anglika. Jego ojciec był początkowo robotnikiem w zakładach przemysłowych, później biznesmenem, dziadek artysty górnikiem. Ball ma siostrę o dziewięć lat od niego młodszą. Przeniósł się z rodzicami do Kornwalii (w okolice Parku Narodowego Dartmoor) w wieku 3 lat. Nie brał nigdy lekcji śpiewu – jako chłopiec uczył się śpiewać, śpiewając do muzyki odtwarzanej w radiu. Gdy miał 11 lat rodzice oddali go na naukę do Plymouth College, jednak młody Michael nie czuł się zbyt dobrze w atmosferze typowej brytyjskiej szkoły średniej.
Gdy miał 14 lat, jego ojciec zabrał go w trakcie wakacji szkolnych na kilka przedstawień teatralnych, m.in. Royal Shakespeare Company, Króla Leara w Stratford-upon-Avon, które zrobiły na nim ogromne wrażenie. Po wakacjach kontynuował naukę w Guildford School of Acting, gdzie odnalazł się w odpowiadającym sobie środowisku. W weekendy dorabiał z koleżanką na ulicy improwizacjami wokalnymi. Studia ukończył w 1984 roku.

## Teatr muzyczny
Po ukończeniu szkoły pierwszym poważnym wyzwaniem była rola Fryderyka w przestawieniu Piraci z Penzance w Manchester Opera House, na otwartym przesłuchaniu Ball został wybrany z około 600 kandydatów. Wystąpił także w spektaklu Godspell w roli Judasza w Aberystwyth.
Przełomem w karierze było znalezienie się w obsadzie debiutującego w październiku 1985 musicalu Les Misérables. Producent Cameron Mackintosh obsadził go w roli Mariusa. Po około miesiącu zachorował na zapalenie migdałków, co spowodowało prawie dwumiesięczną przerwę w występach. Kiedy wrócił do pracy w 1986 był nadal przemęczony i zaczął dostawać na scenie ataków paniki. Opuścił spektakl i przez prawie rok pozostawał w depresji. Mimo że nie występował zbyt długo jako Marius, zapisał się w historii jako pierwszy w historii wykonawca tej roli, co skutkowało udziałem w kilku wykonaniach okolicznościowych Les Misérables, m.in.: w koncercie z okazji 10. rocznicy premiery Les Misérables (8 października 1995), jubileuszowym koncercie Hey, Mr. Producer! z okazji 30-lecia pracy twórczej producenta Camerona Mackintosha (1998), podczas występu w zamku Windsor w obecności Elżbiety II i prezydenta Francji Jacques'a Chiraca (18 października 2004) – jako Jean Valjean, 21. rocznicy premiery spektaklu (2006) czy na koncercie galowym z okazji 25. rocznicy premiery spektaklu (3 października 2010). W 2010 był obecny na próbach Les Misérables w Teatrze Muzycznym Roma, na dwa dni przed premierą spektaklu w Polsce
Po opanowaniu napadów lękowych Ball zaczął występować w innych musicalach. W 1987 został obsadzony jako Raoul w drugiej historycznie obsadzie musicalu Upiór w operze (pierwsza obsada została obsadą premierową na Broadwayu). Śpiewał później kolejno w musicalach: Aspects of Love Andrew Lloyd Webbera w 1989 jako Alex w premierowej obsadzie londyńskiej w Prince of Wales Theatre, powtórzył tę rolę rok później na Broadwayu w Broadhurst Theatre, New York, Pasja Stephen Sondheima w 1996 jako Giorgio w premierowej obsadzie londyńskiej w Queen’s Theatre, Chitty Chitty Bang Bang w 2002 jako Caractacus Potts w premierowej obsadzie londyńskiej w The Palladium Theatre, The Woman in White w 2005 jako Count Fosco, zastępstwo za Michaela Crawforda w londyńskim Palace Theatre, powtórzył tę rolę również w Marquis Theatre na Broadwayu, Patience w 2005 jako Reginald Bunthorne w New York City Opera na Broadwayu w Lincoln Centre, Kismet w 2006 jako Hajj w English National Opera na West Endzie w The Coliseum i Hairspray w 2007 jako Edna Turnbland w premierowej obsadzie londyńskiej w Shaftesbury Theatre

## Dyskografia solowa
- Michael Ball (1992)
- Always (1993)
- One Careful Owner (1994)
- The Best of Michael Ball (1994)
- First Love (1996)
- The Musicals (1996)
- The Movies (1998)
- In Concert at the Royal Albert Hall (1999)
- Christmas (1999)
- This Time...It's Personal (2000)
- Centre Stage (2001)
- A Love Story (2003)
- Music (2005)
- One Voice (2006)
- Back To Bacharach (2007)

## Ważniejsze osiągnięcia
- utwór Love Changes Everything (z musicalu Aspects of Love) na 1 miejscu list przebojów w 1989 roku
- zdobycie 2 miejsca na Konkursie Piosenki Eurowizji w roku 1992 piosenką One Step Out Of Time
- debiutancki album solowy Michael Ball osiągnął 1 miejsce na liście najlepiej sprzedających się albumów UK albums chart w roku 1992
- zdobył łącznie 8 Złotych i 1 Platynową Płytę
- utwór You’ll Never Walk Alone  nagrany w celach charytatywnych z bohaterem wojennym, 99 letnim kapitanem Tomem Moore na 1 miejscu list przebojów w kwietniu 2020.[6][7][8]

## Życie osobiste
Ball pozostaje od 1992 roku w nieformalnym związku ze starszą od niego o 19 lat dziennikarką i prezenterką telewizyjną Cathy McGowan. W 2000 uratowała go z pożaru domu, wyciągając go w środku nocy z sypialni. Jest ojcem chrzestnym wnuczki partnerki.